# La Voix de la terreur
Série des films avec Basil Rathbone dans le rôle de Sherlock Holmes
Les Aventures de Sherlock Holmes
(1939) Sherlock Holmes et l'Arme secrète
(1942)
Pour plus de détails, voir Fiche technique et Distribution.
La Voix de la terreur (Sherlock Holmes and the Voice of Terror) est un film américain sorti en 1942, réalisé par John Rawlins.
Il s’agit du troisième film avec Basil Rathbone et Nigel Bruce dans les rôles respectifs de Sherlock Holmes et du docteur Watson.
Le film commence avec l’affichage d’un carton expliquant que Holmes et Watson sont « sans âge », ceci pour justifier le fait que l'action se passe dans les années 1940 plutôt que dans la période 1881-1914, comme les précédents films de la 20th Century Fox avec le personnage de Sherlock Holmes.
En effet, ce personnage est ressuscité en pleine période de Seconde Guerre mondiale, à l'initiative de Winston Churchill, soucieux d’utiliser toutes les cartes permettant de lutter contre le nazisme, y compris celle de la propagande. Winston Churchill s'est adressé dans les mêmes termes à Alfred Hitchcock pour qu’il réalise des films antinazis.

## Synopsis
Londres subit depuis des mois une émission de radio allemande, «La Voix de la Terreur», qui annonce des actes de sabotage. Sir Evan Barham, du British Intelligence Inner Council (service de renseignement intérieur), fait appel au célèbre détective Sherlock Holmes et son associé, le docteur Watson. 
Le même soir, Gavin, l'un des agents de Holmes, arrive chez le détective, mortellement blessé par un poignard allemand dans le dos. Avant de mourir, cependant, il prononce le mot «Christopher». Holmes et Watson rencontrent Kitty, l'épouse de Gavin. Apprenant que son mari a été tué par des espions nazis, elle convainc ses amis de chercher dans tout Londres pour trouver le sens de "Christopher". Holmes et Watson vont ainsi sur les anciens docks de Christopher, mais sont capturés par un groupe d'espions nazis dirigé par un certain Meade. Ils sont sauvés par des amis de Kitty, mais Meade réussit à s'échapper. 
Holmes raconte à Watson qu'il croit qu'il y a un espion au sein du Council. Kitty, qui a réussi à intégrer la bande de Meade, leur explique que Meade a l'intention d'aller à la propriété de Sir Evan cette nuit-là. Alors que Meade se cache dans l'obscurité, Holmes et Sir Evan voient un avion allemand qui tente d'atterrir, mais des coups de feu tirés par Sir Evan perturbent le rendez-vous. 
Plus tard, « La Voix de la terreur » annonce une attaque aérienne allemande sur la côte nord-est de l'Angleterre. Sir Evan insiste pour que les défenses britanniques soient déplacées vers cette région, mais Holmes avertit le Council que c'est un bluff, car la «Voix» diffuse toujours en même temps qu'une attaque allemande, et non pas avant. Alors qu'un acolyte d'Holmes suit les traces de Meade et de Kitty sur la côte sud de l'Angleterre, Holmes force le Council à y aller avec lui. Avec le soutien de soldats britanniques, Holmes capture Meade et un groupe de soldats allemands stationnés dans une église abandonnée. Holmes annonce alors que Sir Evan est «La voix de la terreur», et qu'il est en fait un espion allemand du nom de Heinrich von Bork qui s'est fait passer pour Sir Evan pendant vingt ans, le véritable Sir Evan ayant été exécuté alors qu'il était prisonnier pendant la Première Guerre Mondiale. Holmes informe alors les espions que la force d'invasion allemande a été détruite. Meade tire un coup de feu et blesse mortellement Kitty, mais il est tué en tentant de s'échapper. Les Britanniques, debout autour du Kitty assassinée, jurent qu'elle ne sera pas morte en vain. 

## Fiche technique
- Titre original : Sherlock Holmes and the Voice of Terror
- Titre français : La Voix de la terreur
- Réalisation : John Rawlins
- Scénario : Lynn Riggs, John Bright
- Photographie : Woody Bredell
- Montage : Russell Schoengarth
- Production : Universal Pictures Company, Inc.
- Pays d’origine :  États-Unis
- Langue : Anglais
- Format : Noir et blanc - Son Mono (Western Electric Recording)
- Genre : Espionnage
- Durée : 65 minutes
- Dates de sortie :
  - États-Unis : 18 septembre 1942

## Distribution
- Basil Rathbone : Sherlock Holmes
- Nigel Bruce : Dr Watson
- Evelyn Ankers : Kitty
- Reginald Denny : Sir Evan Barham, alias Heinrich von Bork
- Thomas Gomez : Meade
- Henry Daniell : Sir Anthony Lloyd
- Montagu Love : Général Jerome Lawford
- Olaf Hytten : Amiral Sir John Fabian Prentiss
- Leyland Hodgson : Capitaine Ronald Shore
- Robert Barron : Gavin

Acteurs non crédités :
- Rudolph Anders : Schieler, l'agent nazi à l'église
- Gavin Muir : Annonceur-radio à la BBC (voix)
- Harry Stubbs : Chauffeur du taxi 3016